# 瑞布兰
瑞布兰（法語：Jublains，法語發音：[ʒyblɛ̃]）是法国马耶讷省的一个市镇，位于该省东部偏北，属于马耶讷区。

## 地理
瑞布兰（48°15'23"N, 0°29'42"W）面积36.01 平方千米，位于法国卢瓦尔河地区大区马耶讷省，该省份为法国西北部内陆省份，北起芒什省和奧恩省，西接伊勒-维莱讷省，南至曼恩-卢瓦尔省，东临萨尔特省。
与瑞布兰接壤的市镇（或旧市镇、城区）包括：格拉宰、阿龙、贝尔雅尔、昂贝、梅藏热、蒙叙尔。

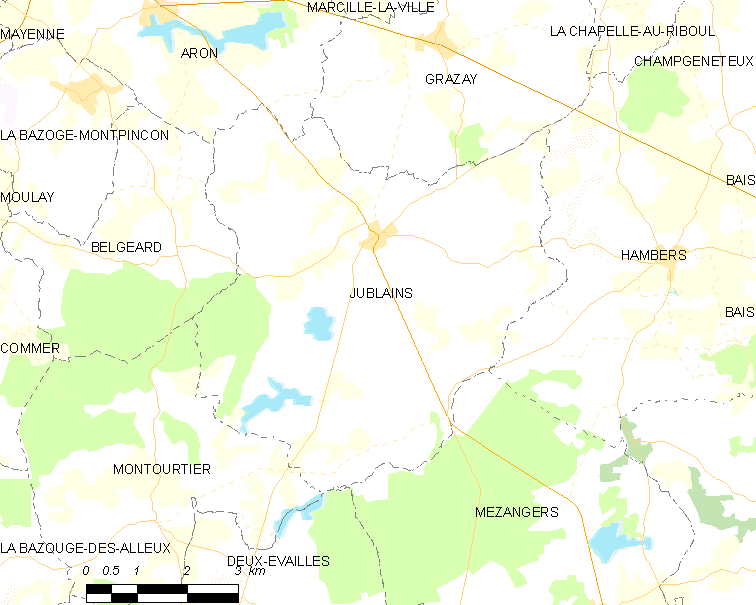
瑞布兰的OSM定位图

瑞布兰的时区为UTC+01:00、UTC+02:00（夏令时）。

## 行政
瑞布兰的邮政编码为53160，INSEE市镇编码为53122。

## 政治
瑞布兰所属的省级选区为拉赛堡县。

## 人口

1962-2008年间瑞布兰人口变化图示

瑞布兰于2022年1月1日时的人口数量为756人。

## 交通
马耶讷省省道D7线、D129线和D241线在境内交汇。